# 강일역
강일역(江一驛, Gangil station)은 서울특별시 강동구 강일동에 위치한 수도권 전철 5호선의 전철역이다. 2021년 3월 27일에 개통하였다. 강일역의 상부에는 수도권제1순환고속도로와 고덕로가 교차하고 있어, 버스 환승센터(EX-허브) 사업이 추진되고 있다. 이 역부터 방화역까지 서울특별시 구간이다.

## 연혁
- 2019년 12월 26일: 강일역으로 역명 결정[2]
- 2020년 8월 8일: 하남선 상일동역~하남풍산역 구간 개통 이후 무정차 통과역으로 임시 관리[3][4]
- 2021년 3월 27일: 하남시청역,하남검단산역 개통과 함께 영업 개시

## 역 구조
2면 2선의 상대식 승강장을 갖추고 있으며, 스크린도어가 설치되어 있다. 출구는 총 4개이다.

### 승강장
| 상일동 ↑ |
| \| 상    |
| ↓ 미사   |

| 상행 | ● 수도권 전철 5호선 | 상일동 · 강동 · 천호 · 여의도 · 방화 방면    |
| 하행 | ● 수도권 전철 5호선 | 미사 · 하남풍산 · 하남시청 · 하남검단산 방면 |

## 역 주변
- 능골근린공원
- 강명중학교
- 서울강명초등학교
- 서울강솔초등학교
- 수도권제1순환고속도로 상일 나들목
- 수도권제1순환고속도로, 서울양양고속도로 강일 나들목
- 고덕리엔파크 2단지 아파트
- 고덕리엔파크 3단지 아파트
- 강일리버파크 9단지 아파트

## 인접한 역
| 하남선               | 하남선              | 하남선                   |
| -------------------- | ------------------- | ------------------------ |
| 553 상일동 방화 방면 | ● 수도권 전철 5호선 | 555 미사 하남검단산 방면 |